# Josep Pernau i Riu
Josep Pernau i Riu (Lleida, 26 de desembre de 1930 - Barcelona, 14 de novembre de 2011) fou un periodista català.

## Biografia
Ingressà el 1952 a l'Escola Oficial de Periodisme de Barcelona. El 1966 va ser cofundador del Grup Democràtic de Periodistes i durant la transició fou president de l'antiga Associació de Premsa de Barcelona. Exdegà del Col·legi de Periodistes (1991-1997), expresident de la Federació d'Associacions de Periodistes d'Espanya (1978-1979) i exdirector del Diari de Barcelona, també va treballar a Tele/eXpres, Mundo Diario, El Correo Catalán i El Periódico de Catalunya, on mantingué la seva columna diària, després que al mes de maig de 2001 va jubilar-se amb 71 anys.
Va morir el 14 de novembre del 2011 a la clínica Sagrada Família de Barcelona, a causa d'una malaltia que l'afectà els últims dos anys de la seva vida.

## Obra i reconeixements
Va ser promotor del Codi Deontològic dels periodistes i del Consell de la Informació de Catalunya. Fou autor dels llibres Historia Mundial des de 1939, Diari de la Caiguda de Barcelona i del programa de televisió Los Niños del 36 i obtingué els premis Ortega y Gasset i el Ciutat de Barcelona (1991) de Periodisme i el Premi Josep Maria Lladó a la Llibertat d'Expressió (2002).
El 2004 va publicar les seves memòries, Memòries. D'Arbeca a l'Opus Mei, on narra les seves infantesa i joventut a Lleida i Arbeca, les seves vivències de la Guerra Civil i de com va viure la mort del seu pare durant els bombardejos de Lleida, el seu inici com a periodista a la premsa escrita, els viatges que va fer pel món i el seu pas per diverses publicacions.
El 2005 va rebre la Creu de Sant Jordi i el Premi Manuel Vázquez Montalbán de periodisme.
La Paeria de Lleida convoca amb caràcter anual el Concurs Periodístic Josep Arnau a fi de fomentar la reflexió crítica de l'alumnat de secundària de la ciutat.